# Guerre de Succession de Flandre et du Hainaut
Pour les articles homonymes, voir Guerre de Succession.
 (octobre 2020).
Si vous disposez d'ouvrages ou d'articles de référence ou si vous connaissez des sites web de qualité traitant du thème abordé ici, merci de compléter l'article en donnant les références utiles à sa vérifiabilité et en les liant à la section « Notes et références ».

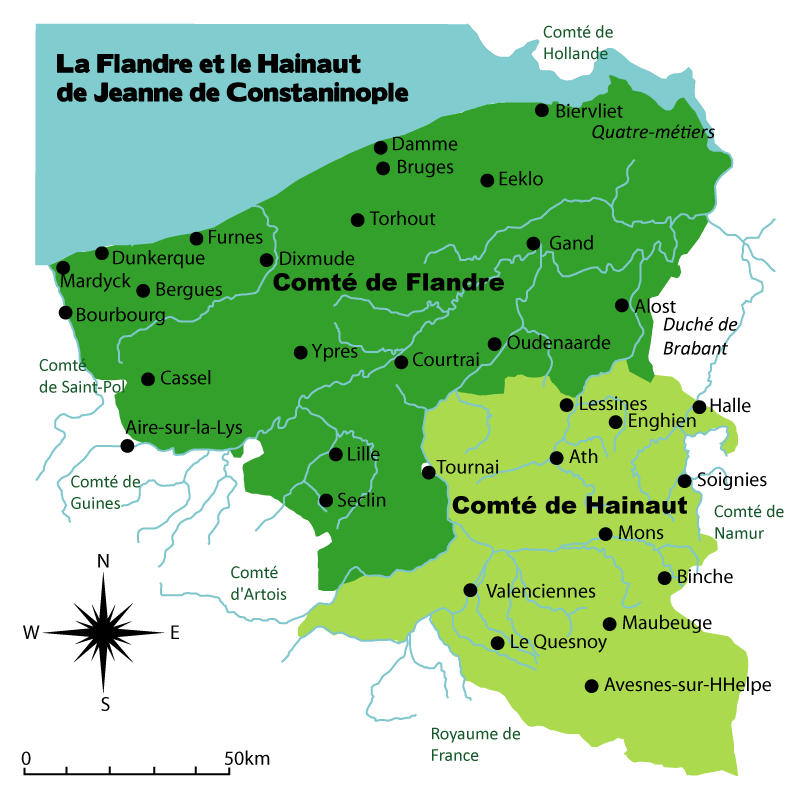
Carte des comtés de Flandre et de Hainaut sous la comtesse Jeanne de Constantinople (1200-1244).

On appelle guerre de Succession de Flandre et du Hainaut une série de conflits qui opposèrent les fils héritiers présomptifs ou désignés de Marguerite de Flandre au milieu du XIIIe siècle.

## Les origines du conflit
Baudouin IX, comte de Flandre et (Baudouin VI) de Hainaut était parti à la quatrième croisade en laissant ses comtés à sa fille aînée Jeanne. Celle-ci mourut en 1244, sans héritier malgré deux mariages, et sa sœur Marguerite lui succéda. Elle avait épousé en premières noces, un chevalier de modeste condition Bouchard d'Avesnes (1182 †1244), et dont elle dut se séparer en 1221 par ordre de sa sœur et parce que Bouchard avait été excommunié. Elle avait eu trois fils, dont Jean d’Avesnes.
En 1223, elle s’était remariée avec Guillaume (†1231), seigneur de Dampierre, et avait eu trois enfants : Guillaume, Guy et Jean.

## Le premier conflit
Un premier conflit éclata en 1244 entre Jean d’Avesnes, le fils aîné de Bouchard d'Avesnes et Guillaume de Dampierre, fils de feu Guillaume pour savoir qui hériterait des comtés. Les demi-frères se combattirent, jusqu’à ce que le roi de France Louis IX intervienne, arbitre en souverain et décide que le Hainaut reviendrait à Jean d’Avesnes et la Flandre à Guillaume de Dampierre.
Fort de ce jugement, Marguerite laissa le gouvernement de la Flandre à Guillaume de Dampierre dès 1247, mais ne manifesta pas l’intention d’en faire autant avec le Hainaut. Lorsque Guillaume meurt en 1251, elle laisse la Flandre à Guy de Dampierre, qui devient à son tour comte de Flandre.

## Le second conflit
En 1250, le roi Louis IX est parti en croisade, et y restera quatre ans. Jean d’Avesnes ne tarde pas à comprendre que sa mère n’a pas l’intention de lui laisser le Hainaut, et attaque Guy et Marguerite. Différents combats et escarmouches opposent les demi-frères, jusqu’à la bataille de Westkapelle, le 4 juillet 1253, où les partisans des Avesnes, appuyé par le roi des Romains, le comte Guillaume de Hollande, remportent une éclatante victoire contre les troupes flamandes des Dampierre et de leurs alliés, venus de France, du Barrois et de Lorraine. Le comte de Hollande qui a pris le comté de Zélande en 1252 est intervenu pour assouvir son rêve de restauration de la puissance impériale othonienne et vise sans ambages à s'emparer et du Hainaut et de la Flandre. Mais il n'est pas suivi par le duc de Brabant, son cousin Henri, soucieux d'équilibre diplomatique et resté prudemment neutre. Les troubles causés par la résistance revigorée des Frisons obligent le grand vainqueur Guillaume à repartir en campagne militaire en Frise l'année suivante en 1254. Le champ diplomatique est alors occupé par le pacifique Henri de Brabant qui consulte et réunit les principaux princes et seigneurs concernés ou voisins. 
Les délibérations obligent les partis antagonistes à respecter le sage arbitrage du roi capétien Louis IX qui, par le Dit de Péronne de 1256, ordonne à la maison de Dampierre de renoncer définitivement au Hainaut. Gui de Dampierre, qui figure parmi les nombreux prisonniers, n'est relâché des geôles du comte de Hollande que trois ans plus tard.

## Le troisième conflit
Marguerite de Flandre ne s’avoue pas vaincue, et ne voulant toujours pas laisser le comté de Hainaut à Jean d’Avesnes, le donne à Charles d’Anjou, frère du futur saint Louis, qui est revenu de la croisade avant son frère. Charles entreprend de conquérir le comté, mais ne parvient pas à prendre Valenciennes, et manque d’être tué au cours d’une escarmouche. Enfin saint Louis revient de Terre sainte et oblige son frère à renoncer au Hainaut. Jean d’Avesnes peut enfin recevoir son héritage.